# Carl Theodor Elster
Carl Theodor Elster (* 17. Juli 1876; † 5. Dezember 1962) war Landessuperintendent für den Sprengel Ostfriesland-Ems der Evangelisch-lutherischen Landeskirche Hannovers.

## Leben
Elster studierte Evangelische Theologie und wurde am 20. September 1903 ordiniert. Nach vorübergehender Anstellung als Hilfsprediger in Petzen wurde er 1903 Pastor in Neuburg (Detern) und 1906 Pastor in Riepe. 1935/36 war er zugleich Superintendent des Aufsichtsbezirks Aurich. Im Zuge der Neuorganisation der Leitungsfunktionen der Landeskirche wurde Elster 1936 von Landesbischof August Marahrens zum ersten Landessuperintendenten für den neu geschaffenen Sprengel Ostfriesland berufen (bis 1947). 1953 trat er als Gemeindepastor in den Ruhestand.